# ケムニッツ市電
ケムニッツ市電（ケムニッツしでん、ドイツ語: Straßenbahn Chemnitz）は、ドイツの都市であるケムニッツの路面電車。1880年に馬車鉄道として開通し、1890年代に電化が行われた長い歴史を持つ路線で、郊外の各都市と直通するトラムトレイン（ケムニッツ・モデル）の運行も行われている。2020年現在、市電の系統はケムニッツ交通（Chemnitzer Verkehrs-Aktiengesellschaft、CVAG)、トラムトレインはシティバーン・ケムニッツ（City-Bahn Chemnitz）によって運営されており、この項目では前者が運行する系統を中心に解説する。

## 歴史

### 馬車鉄道時代
ケムニッツ市内に最初の軌道交通が開通したのは1880年4月22日、イギリスの実業家が主体となって開発が行われた馬車鉄道であった。開通当初は電停がなく、利用客は乗りたい場所で手を振って乗車の意思を示す形が取られていた他、軌間はイギリスの長さの単位で3フィートにあたる915 mmが採用された。その後、この企業は1882年にドイツ・ドルトムントの企業に買収され「総合地域軌道（Allgemeine Lokal- und Straßenbahngesellschaft）」という社名に改められた。以降は急速に路線網を伸ばし、1892年の時点で総延長7.15 km、車両数25両、馬数60頭、年間利用者数は153万人を記録した。
一方、同社は1890年代以降路線網の電化による路面電車の導入を検討するようになり、1893年12月19日にケムニッツ市内で初の路面電車が営業運転を開始した。翌1894年には全線の電化が完了したが、以降も閑散時にはしばらく鉄道馬車の運行が続き、すべての運行が路面電車に置き換えられたのは1898年となった。

### 第二次世界大戦まで
馬車鉄道から路面電車に切り替えられたケムニッツ市電は路線網の拡張が続き、1904年には営業キロ34.9 km、10系統の路線網が築かれていた。その後もケムニッツが工業都市として発展する中で利用客の増加が続き、1913年には年間利用者数が3,200万人以上を記録した。一方、1908年に路面電車の運営権がケムニッツ市に移管され、同時に軌間が僅かに広い925 mmに変更された。だが、第一次世界大戦の勃発に伴い従業員の半数以上が徴兵される事態となり、運転手や各種作業に女性が一時的に採用された。
その後、終戦を経てケムニッツ市電は再度発展を遂げ、本格的な営業運転を開始したバス（路線バス）と共にケムニッツにおける重要な交通機関として運行を続けた。交通機関の年間利用客は1929年時点で約6,400万人を記録し、車両についても大量増備が行われた結果同年時点で460両以上の車両が使用される事となった。第二次世界大戦の開戦後には更に利用客は増加し、1944年には約8.970万人を記録したが、大戦末期の度重なる空襲の結果ケムニッツ市内は甚大な被害を被り、路面電車も幾度も運休を余儀なくされた。路線網の運行が再開し、復旧が始まったのは同年の5月以降であった。

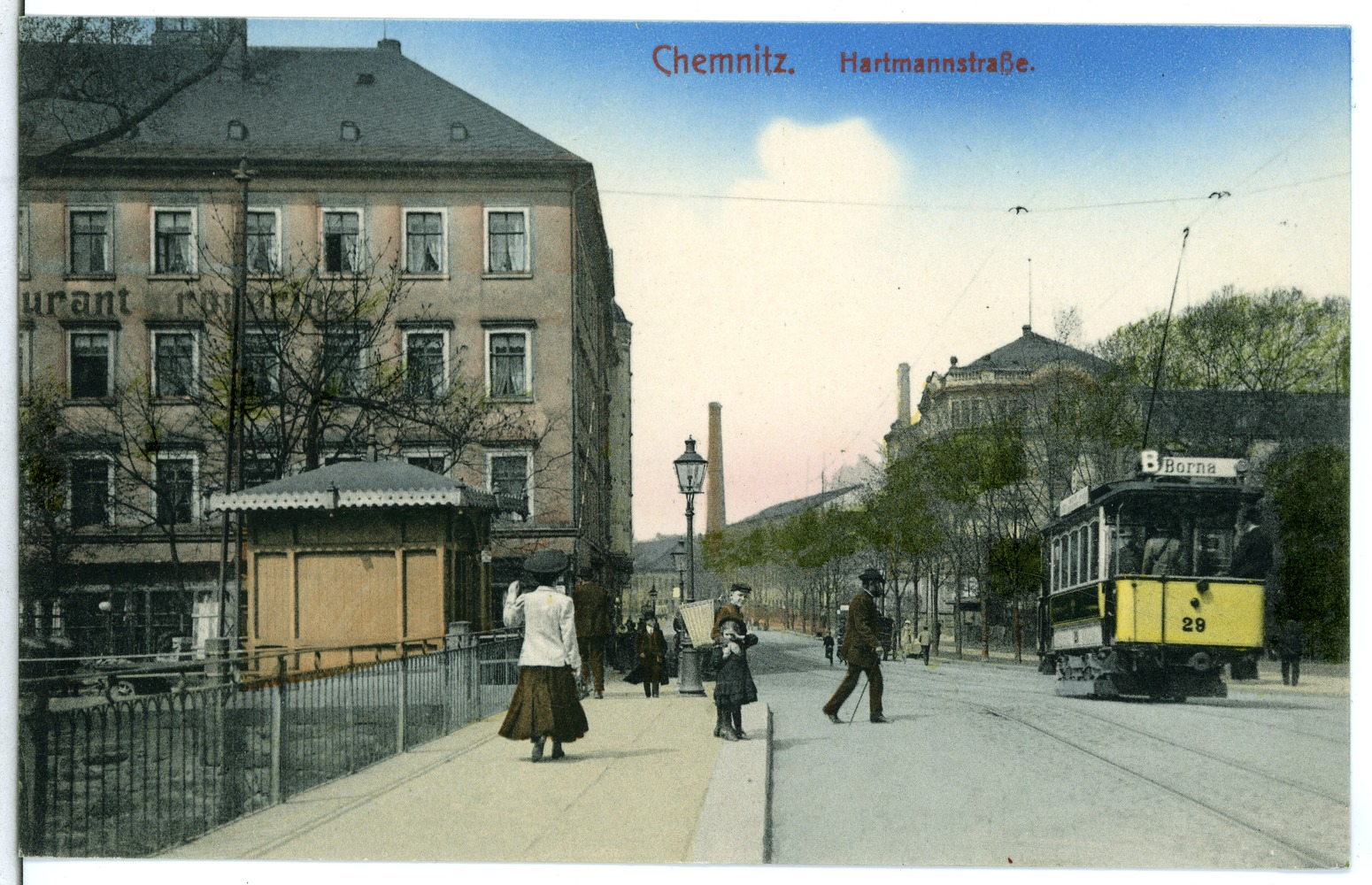
1910年代のケムニッツ市電
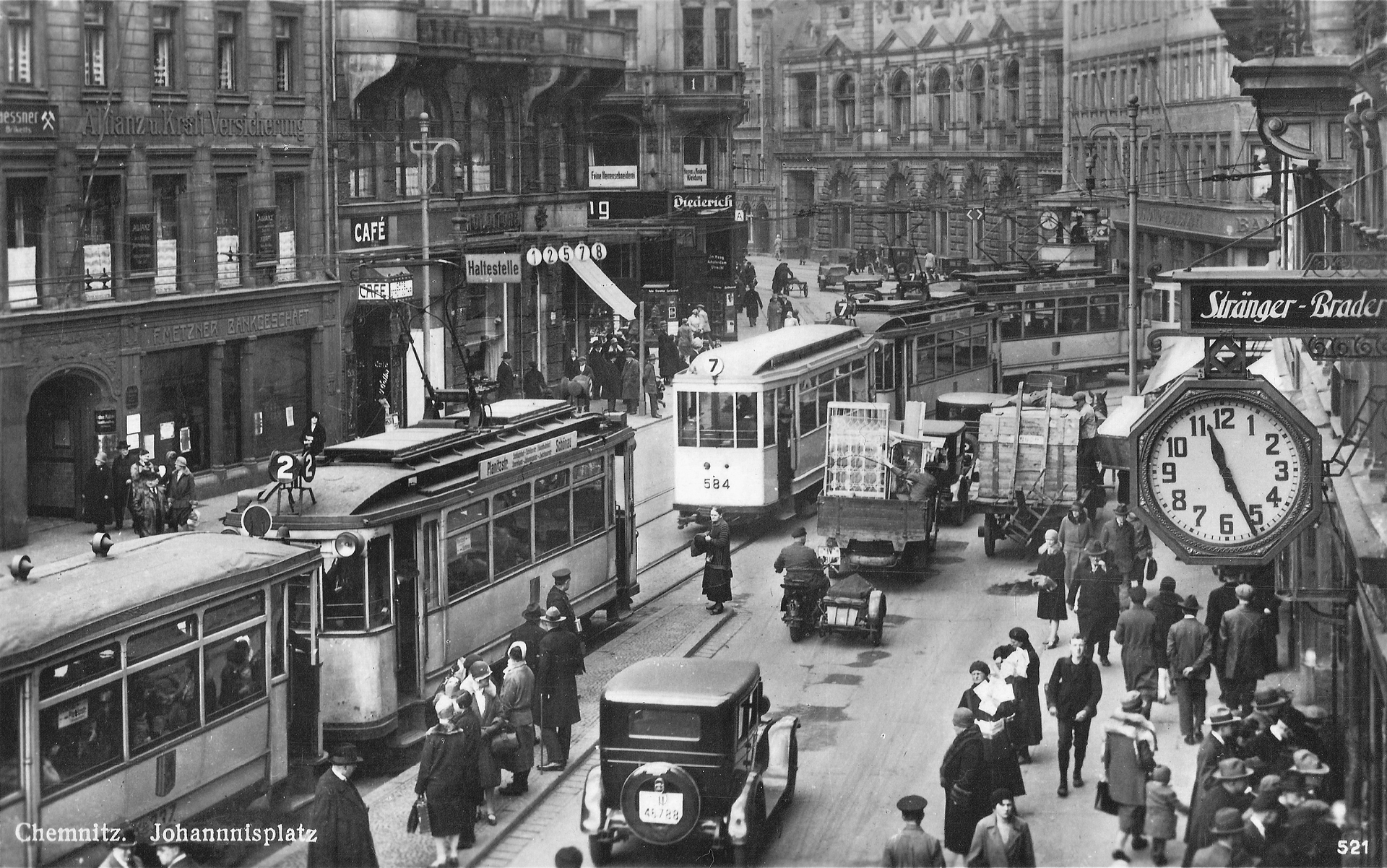
1920 - 1930年代のケムニッツ市電

### 東ドイツ時代
第二次世界大戦後、東ドイツの路面電車となったケムニッツ市電の運営組織は幾度かの再編を経て1952年に人民公社ケムニッツ交通公社（VEB (K) Verkehrsbetriebe Chemnitz）となった後、都市名の変更により1960年からはカール＝マルクス＝シュタット交通公社（VEBNahverkehrKarl-Marx-Stadt）に改められた。
一方、長らくケムニッツ市電の軌間は馬車鉄道時代をルーツとする925 mmがそのまま維持されていたが、長年の酷使により老朽化や輸送力不足が要因となり、1956年にケムニッツ市議会は路線網の抜本的な近代化のため軌間を標準軌（1,435 mm）に変更する事を決定した。これに基づき1958年から工事が始まり、組織名が変更された1960年から標準軌の系統の運行が開始された。当初は東ドイツ製の電車が用いられていたが、経済相互援助会議（コメコン）の方針により東ドイツでの路面電車車両の生産が終了する事となり、1969年からはチェコスロバキア（現：チェコ）製の大型ボギー車のタトラT3の導入が始まり、以降長期にわたる量産が行われる事となった。以降も順次改軌や延伸による標準軌の路線網が広がった一方、軌間925 mmの路線網は改軌に加えて路線バスへの置き換えによる廃止により規模を縮小していき、最後に残されていた区間も1988年11月6日をもって営業運転を終了した。

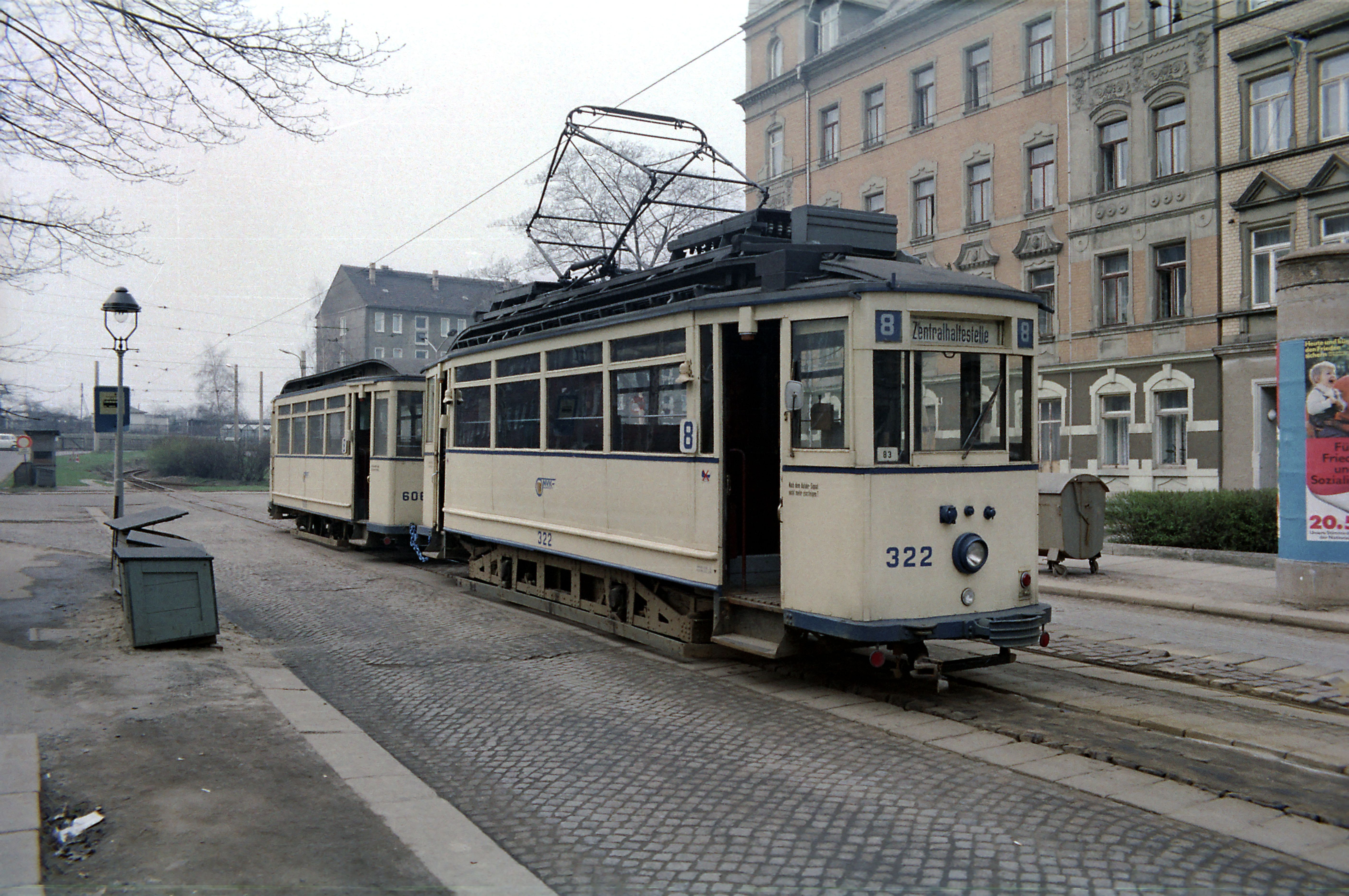
925 mm軌間の路線は戦後も長期にわたって残存した（1979年撮影）
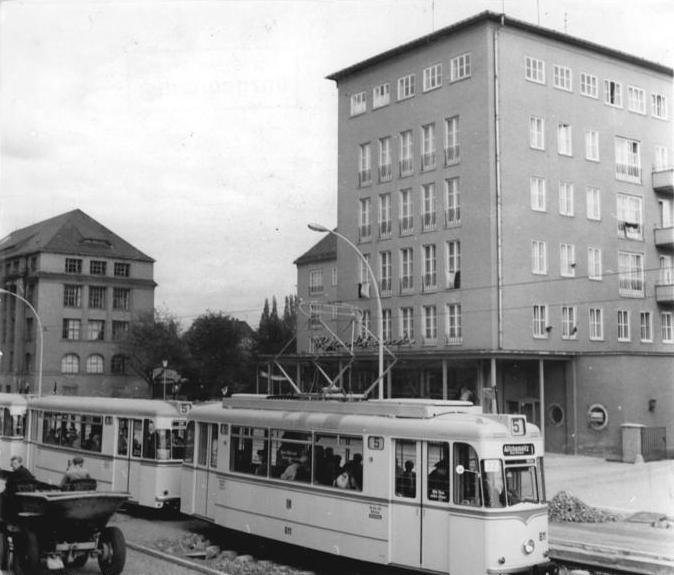
開通当初の標準軌の系統（1961年撮影）
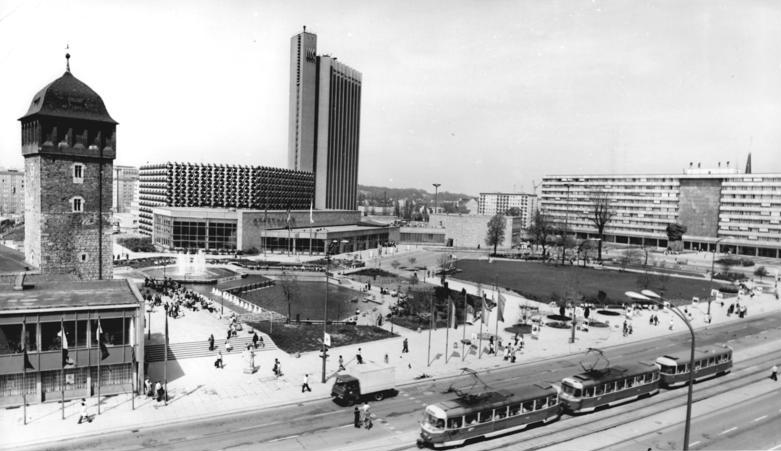
タトラT3は長期にわたって導入された（1977年撮影）

### ケムニッツ交通発足後
ベルリンの壁崩壊以降、ドイツ再統一までの経済体制の激変の中、ケムニッツ市電の運営組織もそれまでの国営人民公社から市が私営企業へ転換される事となり、1990年6月26日に公共交通機関を運営するケムニッツ交通（ChemnitzerVerkehrs-AG、CVAG）が発足した。発足後、輸送需要の減少に伴い余剰となった車両の廃車が発生した一方で、残された車両については大規模な近代化工事が行われるようになった。また、1993年には超低床電車のバリオバーンの試作車が導入され、1998年から本格的な量産が始まりタトラT3の置き換えが進んだ。また、1995年にはバリオバーンの修繕にも適した最新の機器を導入した車庫の増設が実施されている。

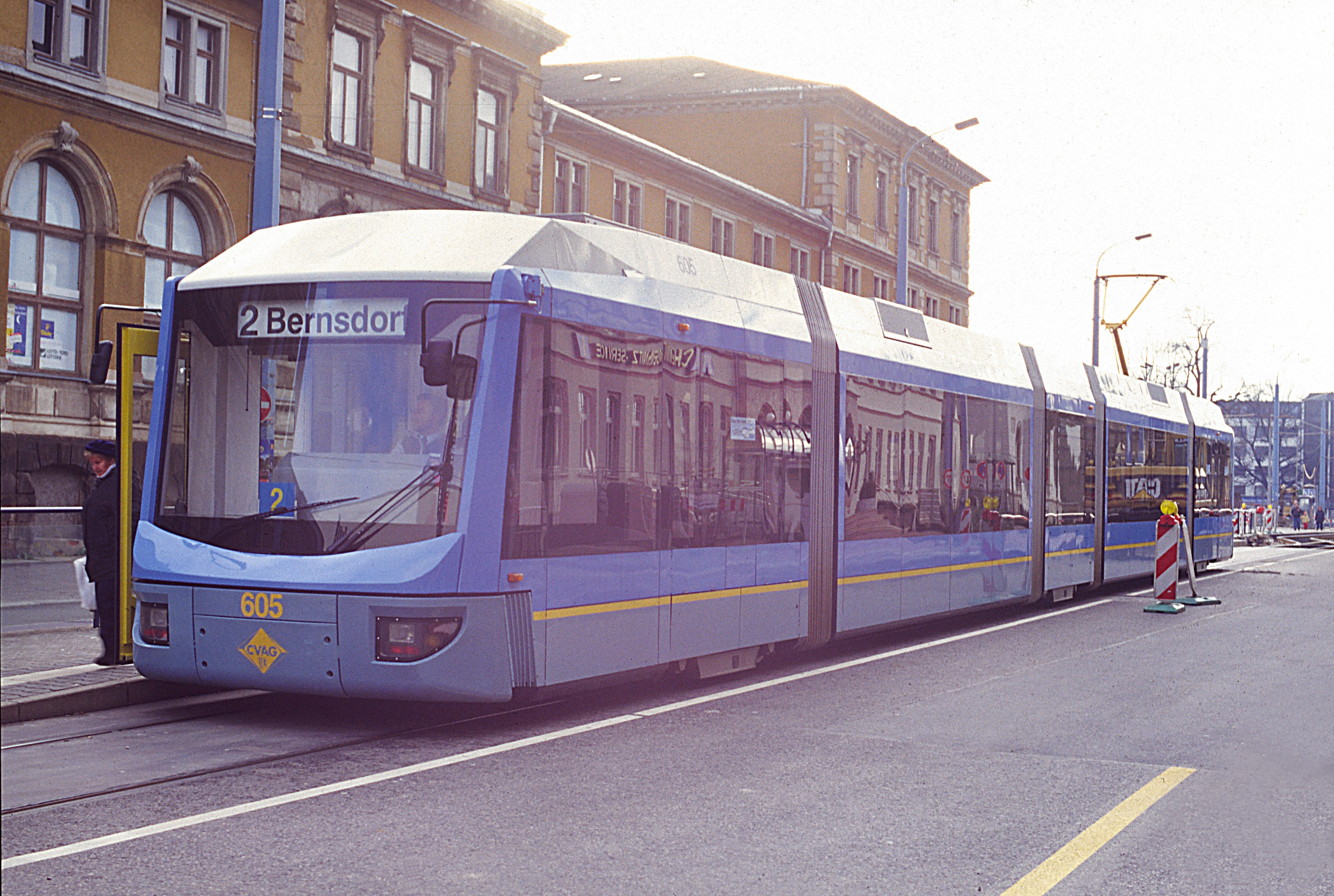
超低床電車のバリオバーン（2003年撮影）
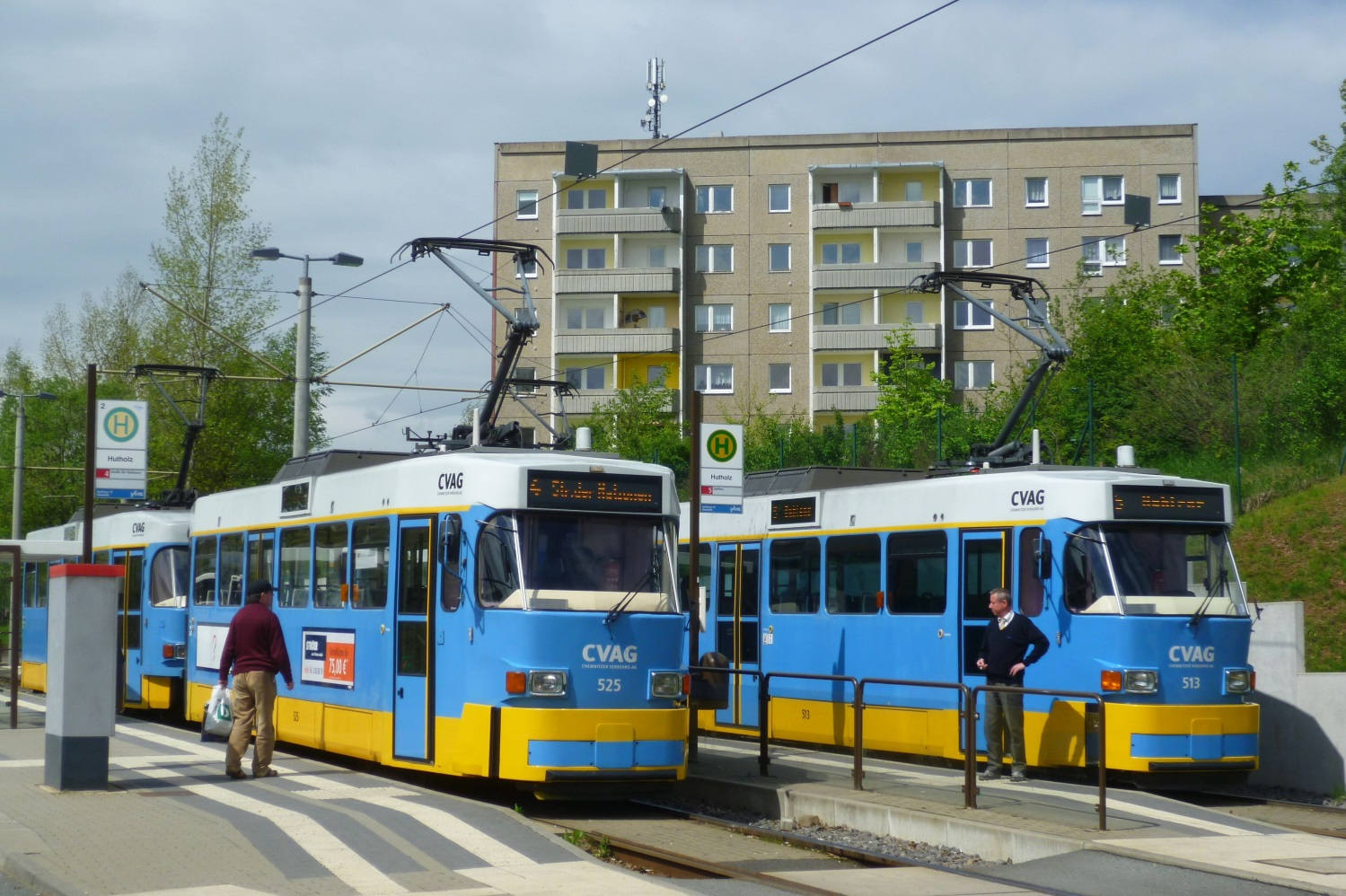
タトラT3の一部車両は更新が行われた（2013年撮影）

### ケムニッツ・モデル
2000年代以降のケムニッツ市電の路線網の拡張や整備は、「ケムニッツ・モデル（Chemnitzer Modell）」と呼ばれる、ケムニッツと郊外を結ぶ鉄道路線への直通運転（トラムトレイン）が主体となっている。これはケムニッツ中心部から離れた位置にあるターミナル駅のケムニッツ中央駅を経由し、中心部と郊外のアクセスの向上を目的としたもので、2002年に最初の系統が営業運転を開始して以降、2020年時点で4系統が運行している。
一方、ケムニッツ・モデルに合わせたケムニッツ市電の整備や延伸も実施されており、駅舎の建て替えを含めた大規模工事が実施されたケムニッツ中央駅へ2013年以降直接乗り入れるようになり、中距離・長距離列車との乗り換えが容易になった他、ケムニッツ・モデルの南部への拡張に合わせて2017年に市電の路線もテクノパーク（Technopark）電停へ延伸されており、トラムトレインの系統に加えて2020年時点でケムニッツ市電も1つの系統が乗り入れている。
これらの「ケムニッツ・モデル」のトラムトレインの運営は、ケムニッツ交通が出資に参加した子会社であるシティバーン・ケムニッツ（City-Bahn Chemnitz）によって行われている。

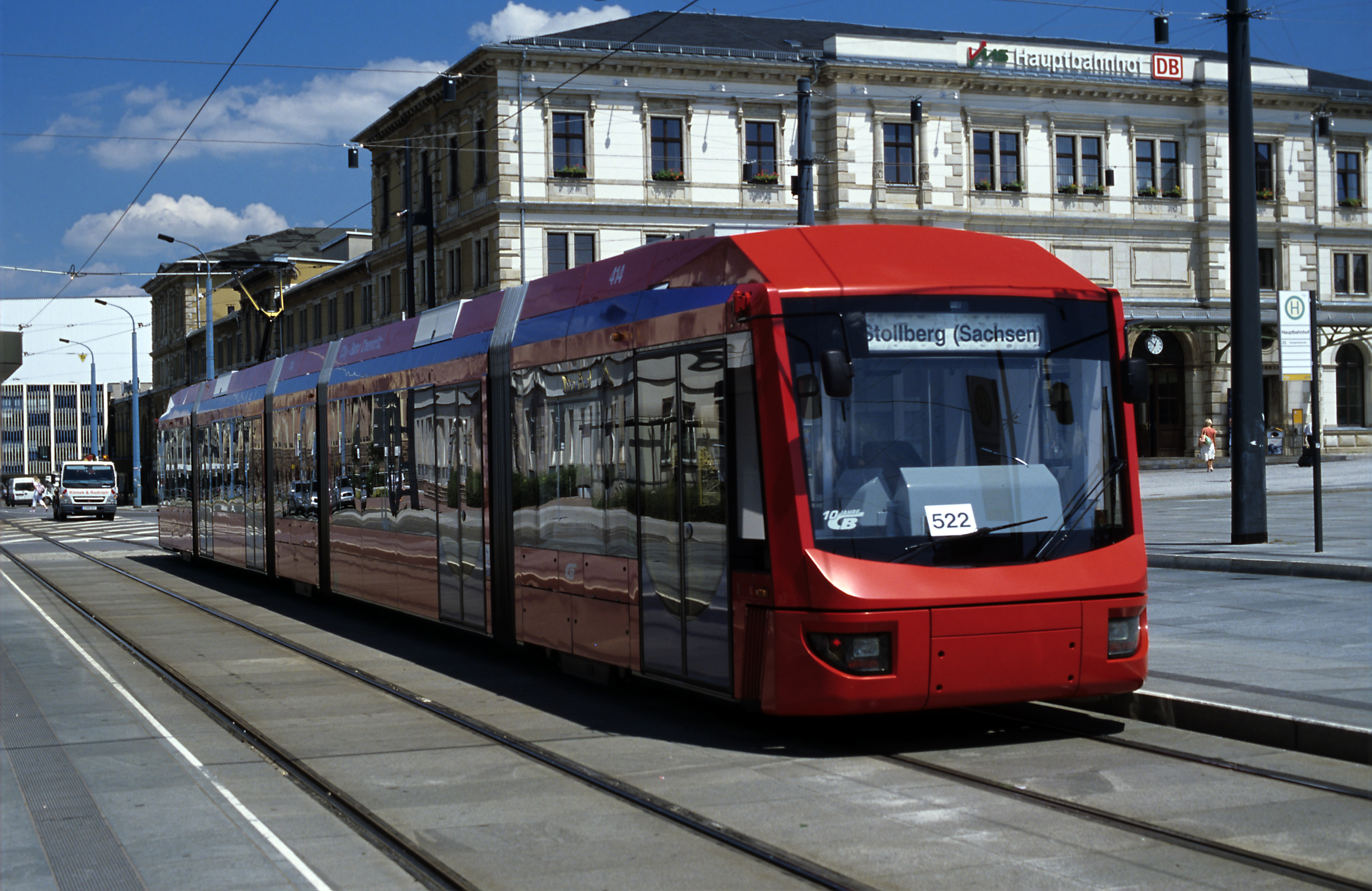
トラムトレイン用のバリオバーン（2006年撮影）
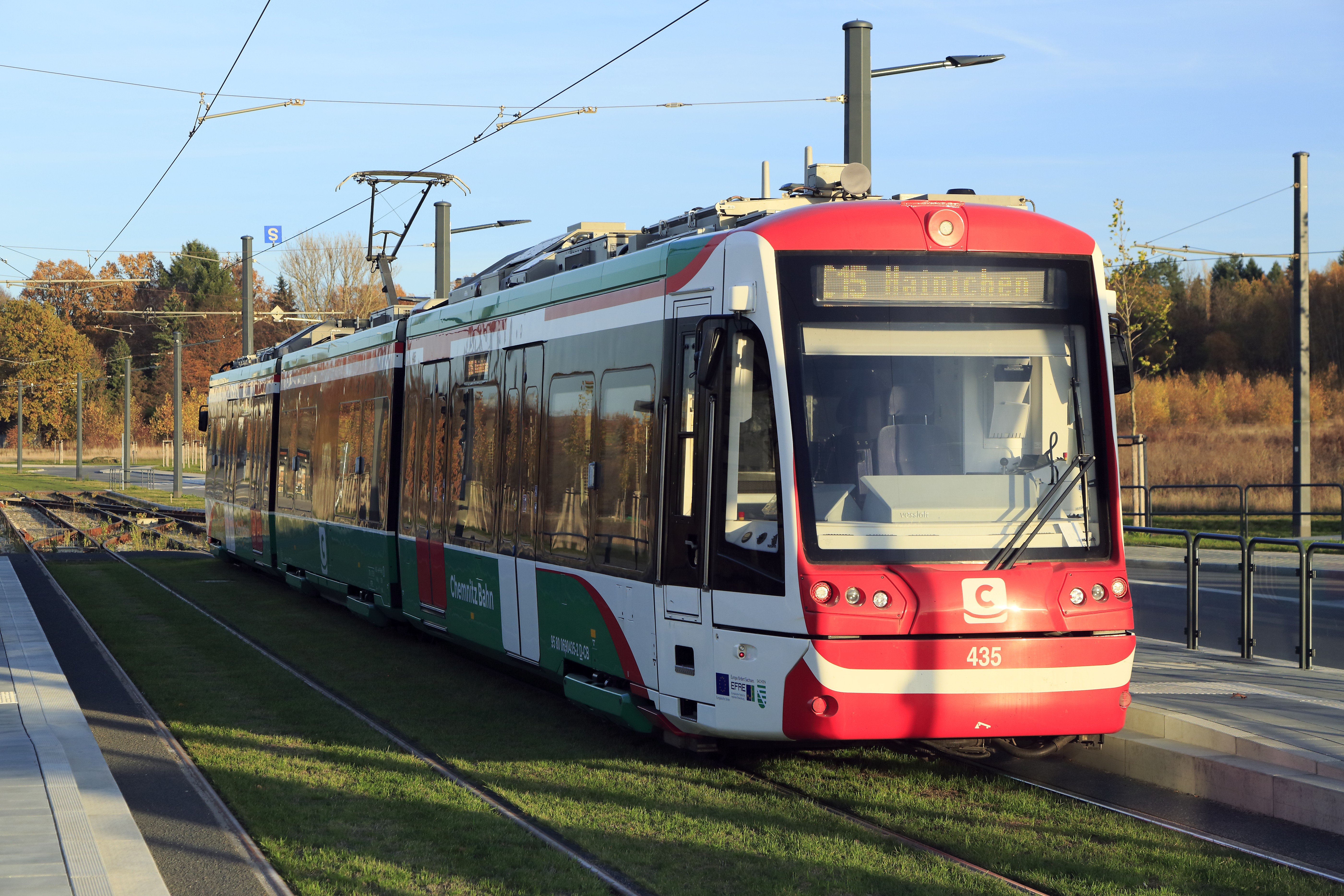
トラムトレインで使用されているシティリンク（2018年撮影）
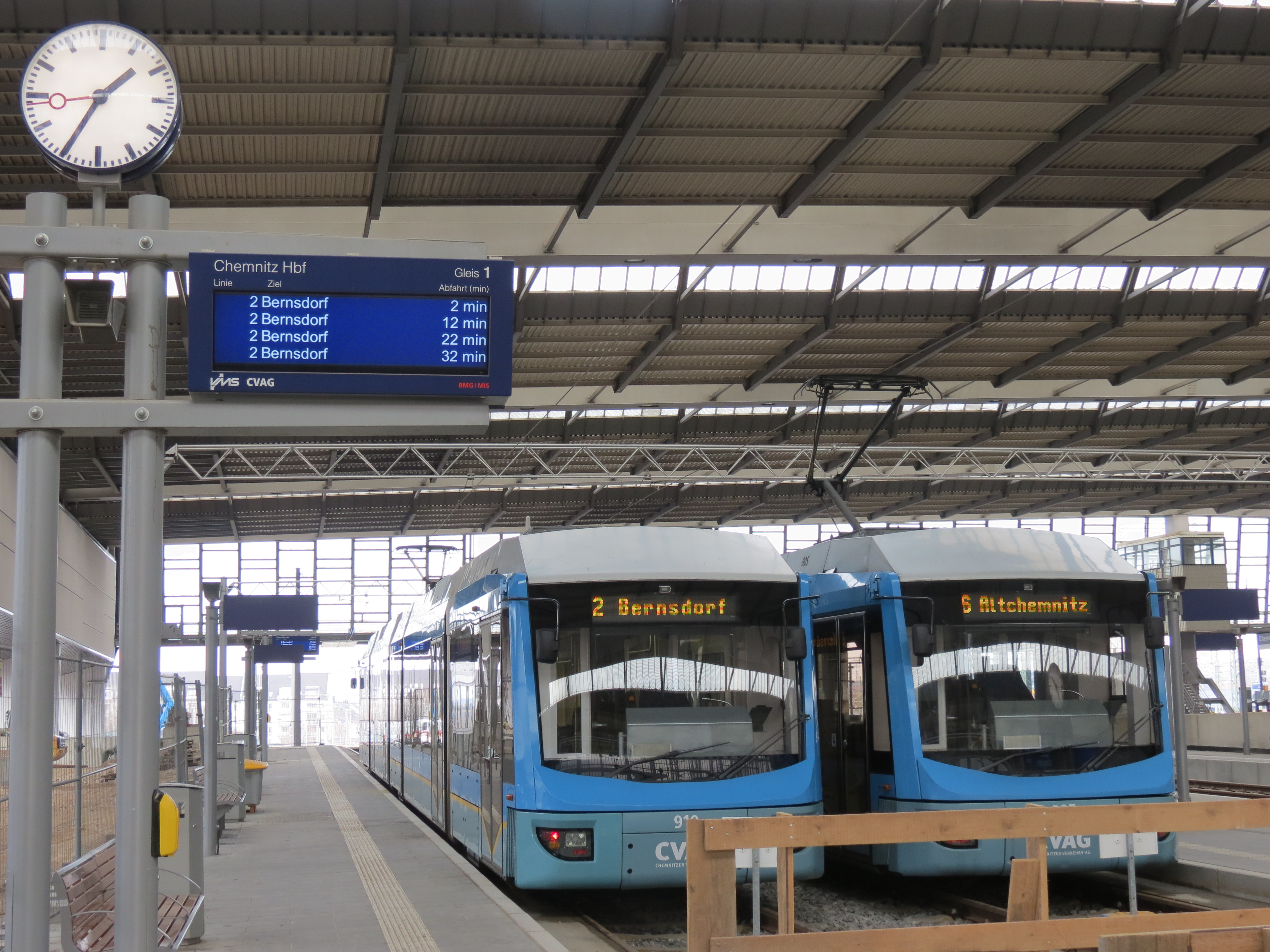
ケムニッツ中央駅に停車するバリオバーン（2013年撮影）
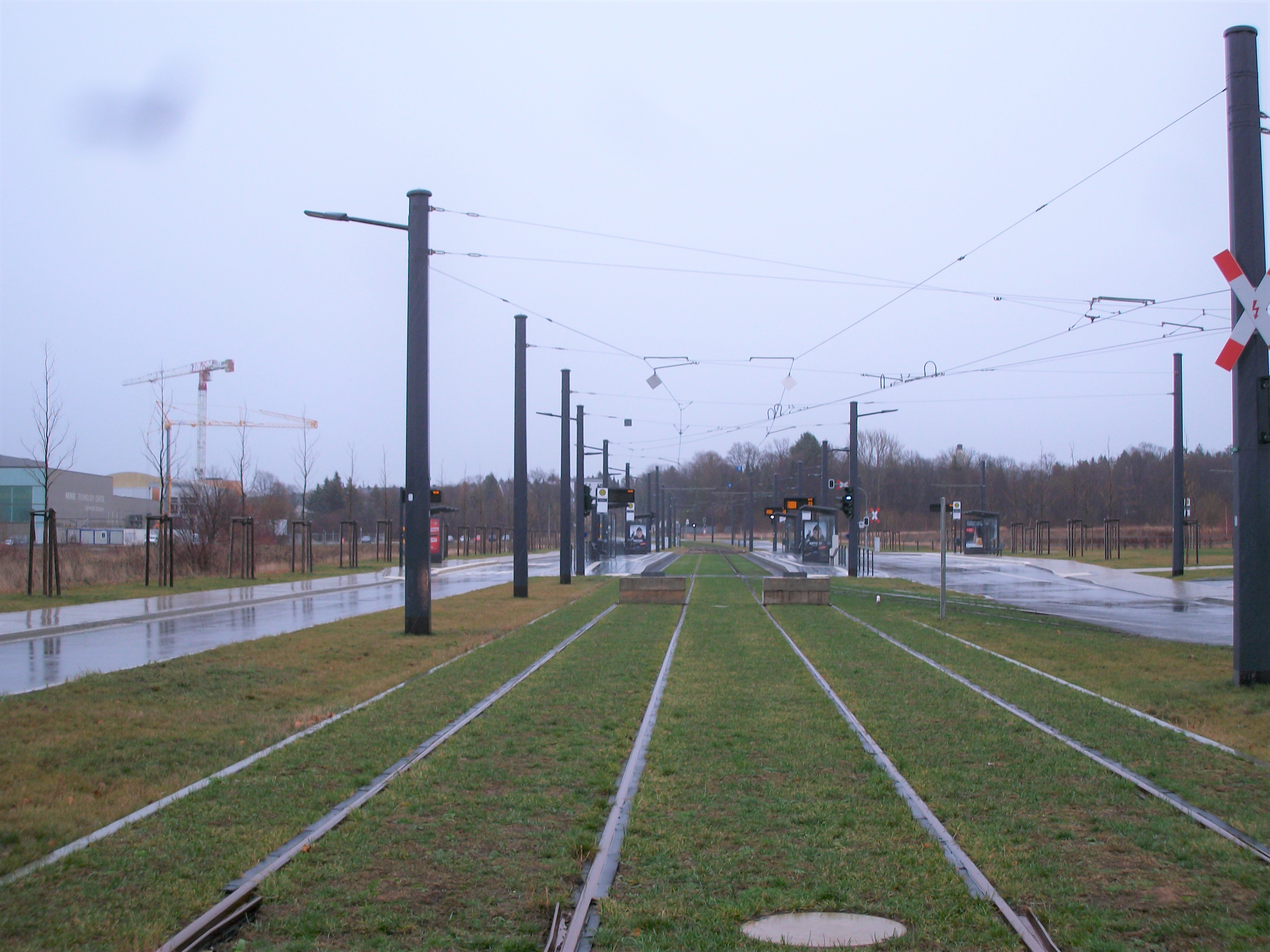
テクノパーク（Technopark）方面の区間は2017年に開通した（2018年撮影）

## 運行

### 系統
2020年現在、ケムニッツ市電ではケムニッツ交通が運営する市内電車が5系統、シティバーン・ケムニッツが運営するトラムトレイン（ケムニッツ・モデル）が4系統、合計9系統が存在する。
| 運営事業者               | 系統番号 | 起点         | 終点               | 備考 |
| ------------------------ | -------- | ------------ | ------------------ | --- |
| ケムニッツ交通           | 1        | Schönau      | Zentralhaltestelle | Zentralhaltestelle電停以遠は2号線として運行 |
| ケムニッツ交通           | 2        | Bernsdorf    | Zentralhaltestelle | Zentralhaltestelle電停以遠は1号線として運行 |
| ケムニッツ交通           | 3        | Technopark   | Hauptbahnhof       | Theaterplatz → Hauptbahnhof → Hbf bahnhofstr. → Theaterplatz間は一部列車がラケット式環状運転を実施 Hbf bahnhofstr.電停は環状運転を実施するTechnopark方面の列車のみ停車 |
| ケムニッツ交通           | 4        | Hutholz      | Hauptbahnhof       | Theaterplatz →Hbf bahnhofstr. → Hauptbahnhof → Omnibusbahnhof → Theaterplatz間は一部列車がラケット式環状運転を実施 Omnibusbahnhof電停はHutholz方面の列車のみ停車       |
| ケムニッツ交通           | 5        | Hutholz      | Gablenz            | [ 21 ] |
| シティバーン・ケムニッツ | C11      | Hauptbahnhof | Stollberg          | ケムニッツ・モデル Altchemnitz - Stollberg間は鉄道路線を走行 |
| シティバーン・ケムニッツ | C13      | Technopark   | Burgstädt          | ケムニッツ・モデル Hauptbahnhof - Burgstädt間は鉄道路線を走行 |
| シティバーン・ケムニッツ | C14      | Technopark   | Mittweida          | ケムニッツ・モデル Hauptbahnhof - Mittweida間は鉄道路線を走行 |
| シティバーン・ケムニッツ | C15      | Technopark   | Hainichen          | ケムニッツ・モデル Hauptbahnhof - Hainichen間は鉄道路線を走行 |

### 運賃
ケムニッツ市電やトラムトレイン（ケムニッツ・モデル）を運営するケムニッツ交通やケムニッツ・シティバーンは、ケムニッツを始めとしたザクセン州中央部の公共交通事業者と共に中央ザクセン交通協会（Verkehrsverbundes Mittelsachsen、VMS）に加盟しており、他の加盟事業者とは共通したゾーン制に基づく運賃の共通化が図られている。その中で、「ゾーン13」にあたるケムニッツ市内を走る市電の運賃は片道2.2ユーロである他、1日（4.4ユーロ）、1週間（21ユーロ）、1ヵ月（55.8ユーロ）有効となる乗車券も発行されている。また、VMSではスマートフォンを用いた運賃の決済が可能なアプリケーション「HTD（HANDYTICKET DEUTSCHLAND）」を展開している。

## 車両

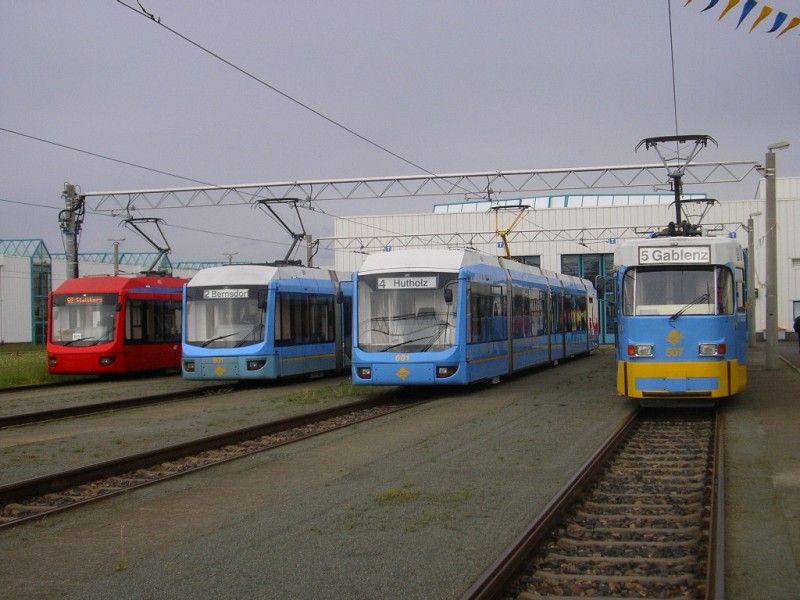
ケムニッツ市電の主力車両（2006年撮影）

2020年現在、ケムニッツ市電に在籍する営業用車両のうち、ケムニッツ交通が所有する市電用車両は以下の通り。これら以外に、狭軌時代のものを含めた過去の車両がケムニッツ市電の車庫の一部を利用したケムニッツ路面電車博物館（Straßenbahnmuseum Chemnitz）で保存されており、標準軌に対応した車両の一部は動態保存運転も実施している。
- タトラT3 - 東ドイツ時代に130両もの大量導入が実施された、チェコスロバキア（現：チェコ）のČKDタトラ製の電車。付随車のタトラB3と共に使用され、再統一後の1990年代以降は大規模な近代化工事も実施されたが、次項で述べる超低床電車への置き換えが進み、シュコダ35Tの導入に伴い全車定期運用から撤退する事になっている[7][8]。
- バリオバーン - アドトランツで製造された、車内全体が低床構造となっている超低床電車。ケムニッツ市電はバリオバーンが初めて導入された路線で、2020年現在は片運転台車両と両運転台車両の2種類が存在する[16][31]。
- シュコダ35T - チェコのシュコダ・トランスポーテーションが展開する超低床電車のフォアシティ・クラシックの1形式。タトラT3の置き換えを目的に、2019年から2020年にかけて14両が導入される[7][32]。

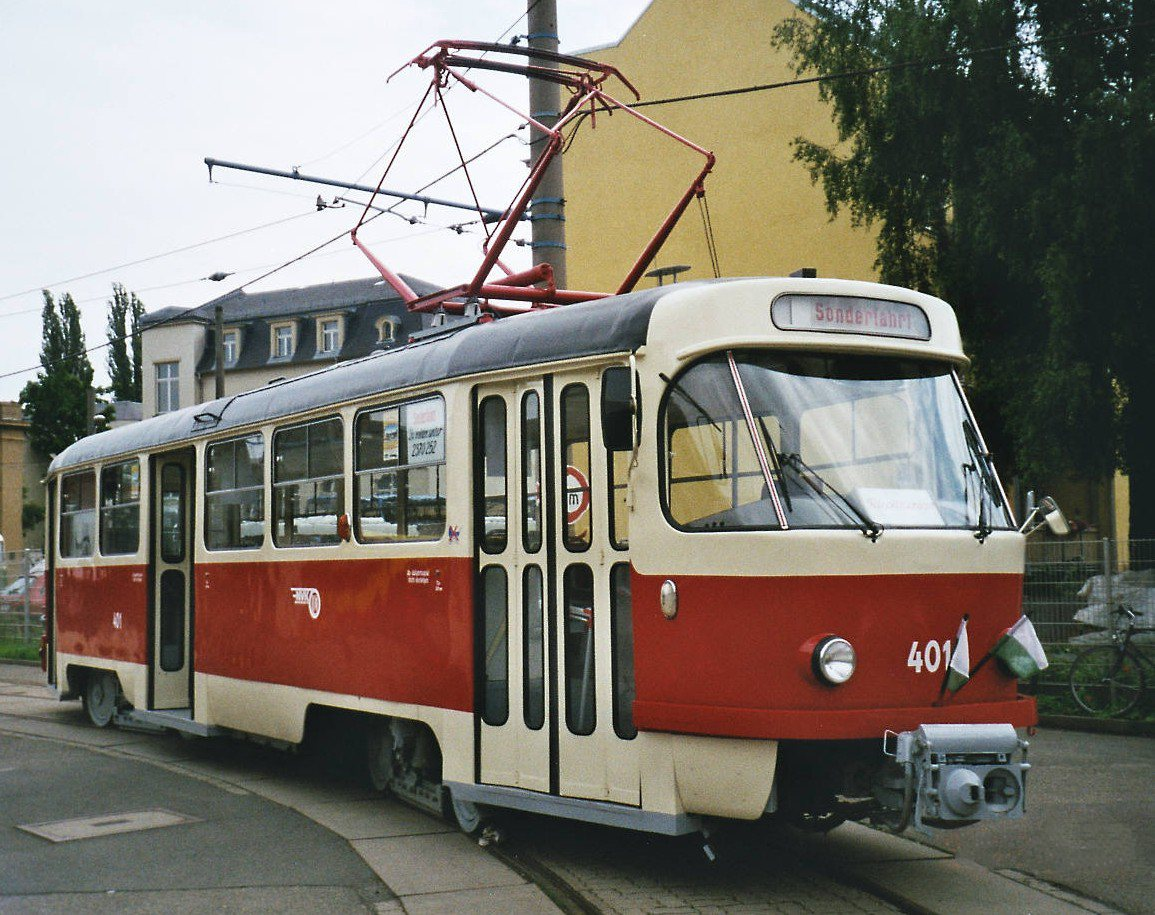
タトラT3（2007年撮影）
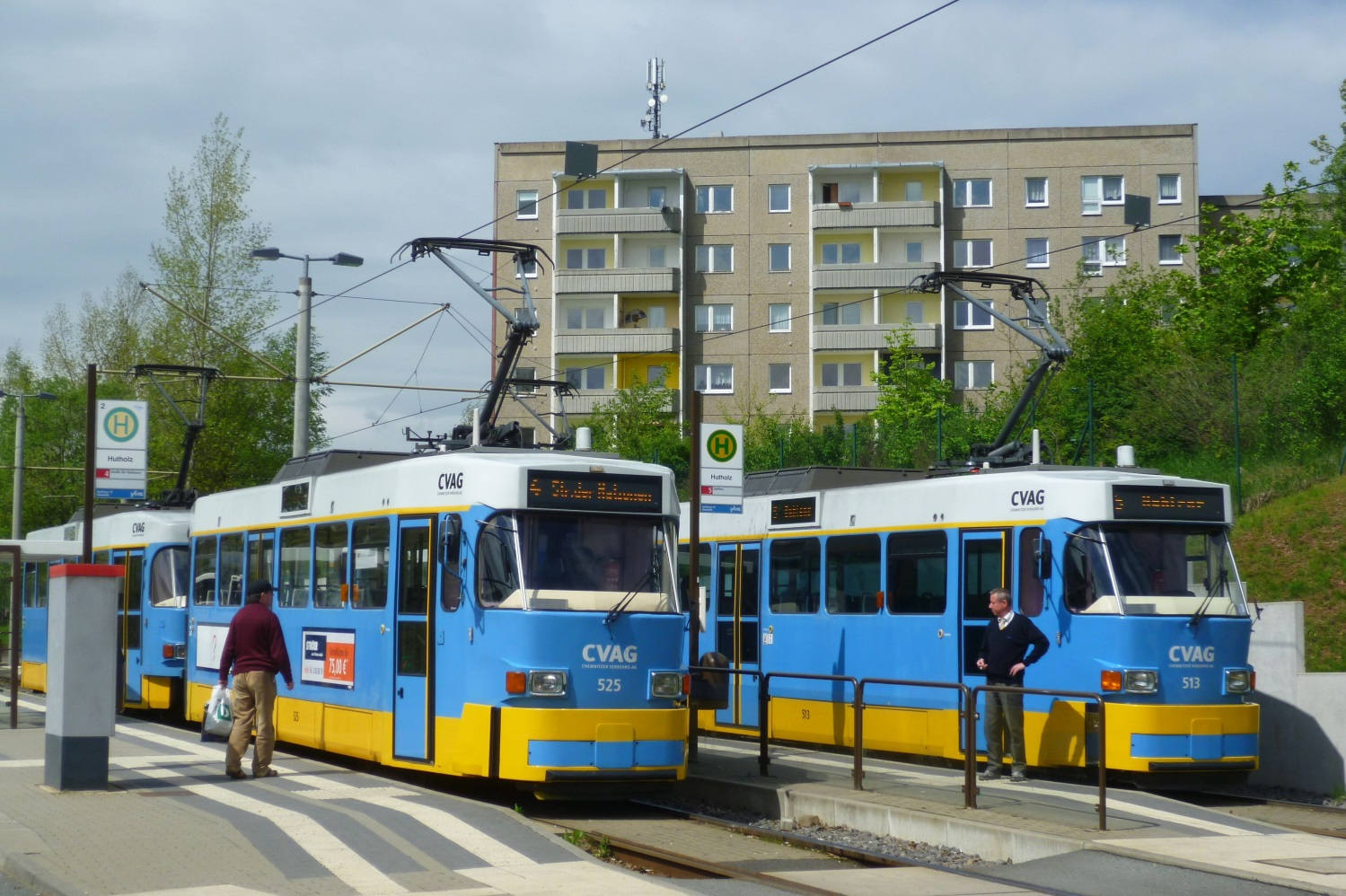
タトラT3（更新車両）（2013年撮影）
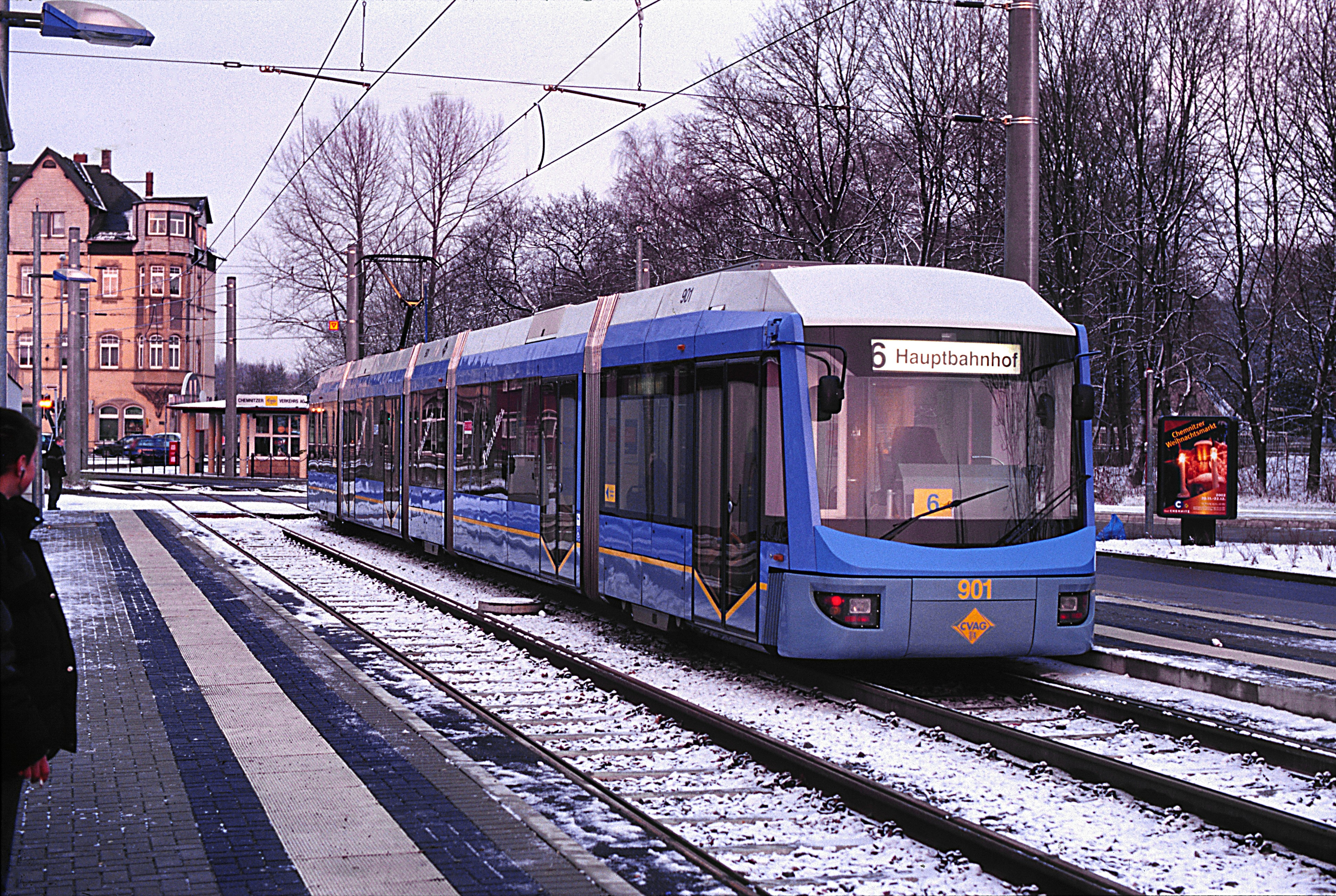
バリオバーン（2002年撮影）
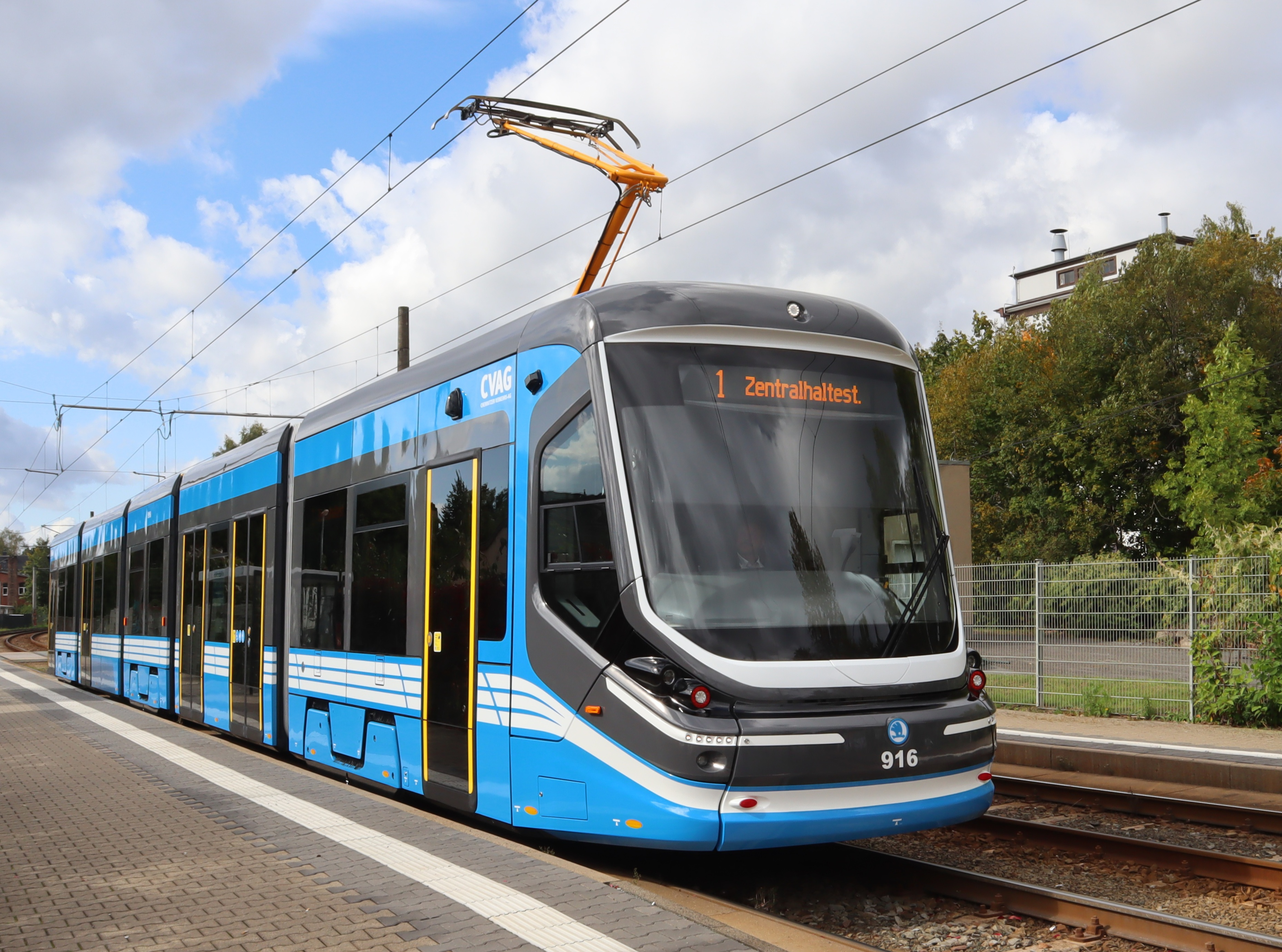
シュコダ35T（2019年撮影）

## 参考資料
- Markus Bergelt; Michael Sperl (2019-10). “Tatra Geschichte in Karl-Marx-Stadt”. Strassenbahn Magazin (GeraMond Verlag GmbH):  44-49.